# Jacob Hacker
Jacob Hacker (de son nom complet Jacob Stewart Hacker), né le 3 janvier 1971, est un politologue américain.
Il est connu pour avoir défendu le concept de prédistribution. À l'inverse des politiques de redistribution qui cherchent à corriger les inégalités de marché par l'impôt, les politiques de prédistribution tentent d'établir des règles telles que la distribution des revenus primaires soit moins inégalitaire.
En France, cette idée a été reprise par Manuel Valls dans un entretien à L’Obs puis devant la fondation Jean-Jaurès en 2014.

## Publications
- 2011 : The Institutional Foundations of Middle Class Democracy